# Rhynchovanda
× Rhynchovanda, (abreviado Rhv.) en el comercio, es un híbrido intergenérico que se produce entre los géneros de orquídeas Rhynchostylis y Vanda (Rhy. x V.)